# NGC 605
NGC 605 je galaksija u zviježđu Andromeda.

## Vanjske poveznice
- SEDS: NGC 0605